# Fajsal al-Husajni
Fajsal Abd al-Kadir al-Husajni (arab. فيصل عبدالقادر الحسيني; ur. 17 lipca 1940 w Bagdadzie, zm. 31 maja 2001 w Kuwejcie) – palestyński polityk, minister ds. Jerozolimy Autonomii Palestyńskiej, centralna postać izraelsko-palestyńskiego procesu pokojowego. Członek kierownictwa Organizacji Wyzwolenia Palestyny i Najwyższej Rady Muzułmańskiej.
Urodził się w 1940 w Bagdadzie w bardzo znanej rodzinie o głębokich tradycjach religijnych i politycznych. Był synem Abd al-Kadira al-Husajniego – palestyńskiego bohatera wojny domowej w Mandacie Palestyny. Jego dziadkiem był zaś Musa al-Husajni – burmistrz Jerozolimy i przywódca nacjonalistów w Palestyńskim Kongresie Arabskim. Inny krewny, Al-Hadżdż Muhammad Amin al-Husajni, był wielkim muftim Palestyny.
W 1948, gdy zginął jego ojciec, przebywał w Egipcie – podobnie jak członkowie wielu innych palestyńskich rodzin czekających na rozstrzygnięcie I wojny izraelsko-arabskiej.
W wieku 17 lat wstąpił do Arabskiego Ruchu Narodowego George’a Habasza. Studiował w Bagdadzie i Kairze. W 1959 w Kairze współtworzył Powszechny Związek Studentów Palestyńskich. Tamże poznał Jasira Arafata.
W 1964 powrócił na tereny palestyńskie, do wschodniej Jerozolimy, gdzie został zastępcą kierownika departamentu w nowo utworzonej Organizacji Wyzwolenia Palestyny (1964–1965). Wstąpił też do Armii Wyzwolenia Palestyny i przeszedł przeszkolenie w szkole oficerskiej w syryjskim Aleppo. Ukończył również szkołę wojskową w Damaszku. Po wojnie sześciodniowej przyłączył się do Al-Fatah Jasira Arafata. W październiku 1967 został aresztowany na terenie Zachodniego Brzegu za posiadanie broni. W latach 1969–1977 pracował jako technik rentgenowski w Jerozolimie i studiował historię w Bejrucie. W podobnym czasie (lata 1967–1973) zaangażowany był w bliżej nieokreśloną działalność terrorystyczną. Nie pochwalał tych metod, ale uważał, że skutecznie nagłaśniają sytuację. Na początku lat 70. zaangażował się w działalność społeczną i polityczną. Współorganizował otwarte spotkania z wpływowymi Izraelczykami i pokojowe protesty.
W 1979 Husajni założył w Orient House Centrum Studiów Arabskich mające gromadzić i pielęgnować palestyńskie dziedzictwo. Budynek oficjalnie był hotelem, a de facto biurem politycznym OWP. W 1982 zasiadł w Najwyższej Radzie Muzułmańskiej, zgodnie wielosetletnią tradycją rodzinną.
W izraelskich więzieniach, za działalność w OWP, spędził łącznie 42 miesiące (1982–1987, kwiecień 1987 – styczeń 1989). Między innymi wtedy opanował hebrajski i angielski. Husajni i Orient House stanowiły ważny punkt w okresie I intifady (1987–1991). Jako zwolennik rozdziału ziem palestyńskich na dwa państwa i pokojowych protestów starał się o mediację z Izraelem poprzez USA, do czego wielokrotnie starał się przekonać Jamesa Bakera, sekretarza stanu USA. Z drugiej zaś strony izraelski premier Icchak Szamir odmawiał negocjowania z dotychczasowymi przywódcami OWP. W efekcie czego w 1991 al-Husajni został wyznaczony na szefa palestyńskiej delegacji na konferencję pokojową w Madrycie. W 1993, wraz z dwoma innymi negocjatorami, zrezygnował z funkcji z powodu różnic zdań z Arafatem, ale Arafat nie przyjął rezygnacji. Po ustanowieniu Autonomii Palestyńskiej w 1994 Arafat mianował go ministrem do spraw Jerozolimy.
Jako jeden z nielicznych palestyńskich polityków publicznie krytykował agresję Iraku na Kuwejt w 1990.
W czerwcu 1995 przyłączył się do strajku głodowego w geście solidarności z palestyńskimi więźniami w Izraelu. W 1996 zapewnił obecność wschodniej Jerozolimy jako okręgu wyborczego w wyborach do Rady Palestyny.
Zmarł na atak serca 31 maja 2001 w hotelu w Kuwejcie podczas wizyty roboczej. Miał żonę Najat i dwójkę dzieci (syna i córkę). W przemówieniu na schodach Orient House, Azmi Bishara, członek palestyńskiego parlamentu, określił śmierć al-Husajna jako „niepowetowaną stratę dla Palestyńczyków”. W Palestynie używano zwrotu nakba – katastrofa. Belin powiedział, że odejście Husajniego to strata zarówno dla palestyńskiego jak i izraelskiego ruchu pokojowego. Został pochowany u boku ojca i dziadka w meczecie Al-Aksa na Wzgórzu Świątynnym. Władze Autonomii ogłosiły go „męczennikiem”.
W Jerozolimie powstała fundacja jego imienia.

## Poglądy na relacje palestyńsko-izraelskie
Prowadził dialog z izraelską lewicą, a potem i z politykami centrum, np. Josim Belinem. W dyskusjach o kontroli nad Jerozolimą, którą uważał za miejsce łączące diasporę palestyńską, kierował się dwoma wytycznymi. Pierwsza, to bezdyskusyjna kontrola Palestyńczyków nad wschodnią Jerozolimą (włącznie ze starym miastem). Druga, to całkowita elastyczność wobec metody implementacji takiej kontroli, która uwzględniałaby potrzeby i wrażliwość obu narodów.
Uważał, że brak internalizacji przez Izrael faktu, że pokój będzie miał swoją cenę, i że ceną minimalną jest wycofanie się z terytoriów okupowanych po 1967. Akceptował obecność Izraelczyków we wschodniej Jerozolimie i nie opowiadał się za usuwaniem nielegalnych osiedli żydowskich.
Ostrzegał, że Izrael powinien martwić się o przyszłość: „Obecnie większość Palestyńczyków jest gotowa oddać 80% palestyńskiej ziemi w zamian za uznanie przez Izrael ich pełnych praw do pozostałych 20%. Za dziesięć lat zapanuje demograficzna równowaga w Izraelu i na ziemiach okupowanych. Za lat 30 to Palestyńczycy będą większością. A wtedy mogą zażądać i praw i ziem – w zachodniej Jerozolimie, Hajfie, Akrze czy Jafie.” Obawiał się, że wtedy ludzie przestaną słuchać takich „klaunów” jak on, którzy opowiadają się za pokojem i koegzystencją, a zaczną słuchać fundamentalistów – „islamskich, narodowych i żydowskich”.